# Marcellois
Marcellois település Franciaországban, Côte-d’Or megyében. Lakosainak száma 45 fő (2022. január 1.). Marcellois Avosnes, Saint-Mesmin és Uncey-le-Franc községekkel határos.

## Népesség
A település népességének változása:
| Lakosok száma | 35   | 24   | 23   | 26   | 43   | 49   | 49   | 47   | 46   | 45   |
|               | 1968 | 1982 | 1990 | 2006 | 2013 | 2015 | 2017 | 2019 | 2020 | 2022 |